# Eugenia ocanensis
Eugenia ocanensis là một loài thực vật có hoa trong Họ Đào kim nương. Loài này được Linden ex Regel mô tả khoa học đầu tiên năm 1860.